# Tony Pastor

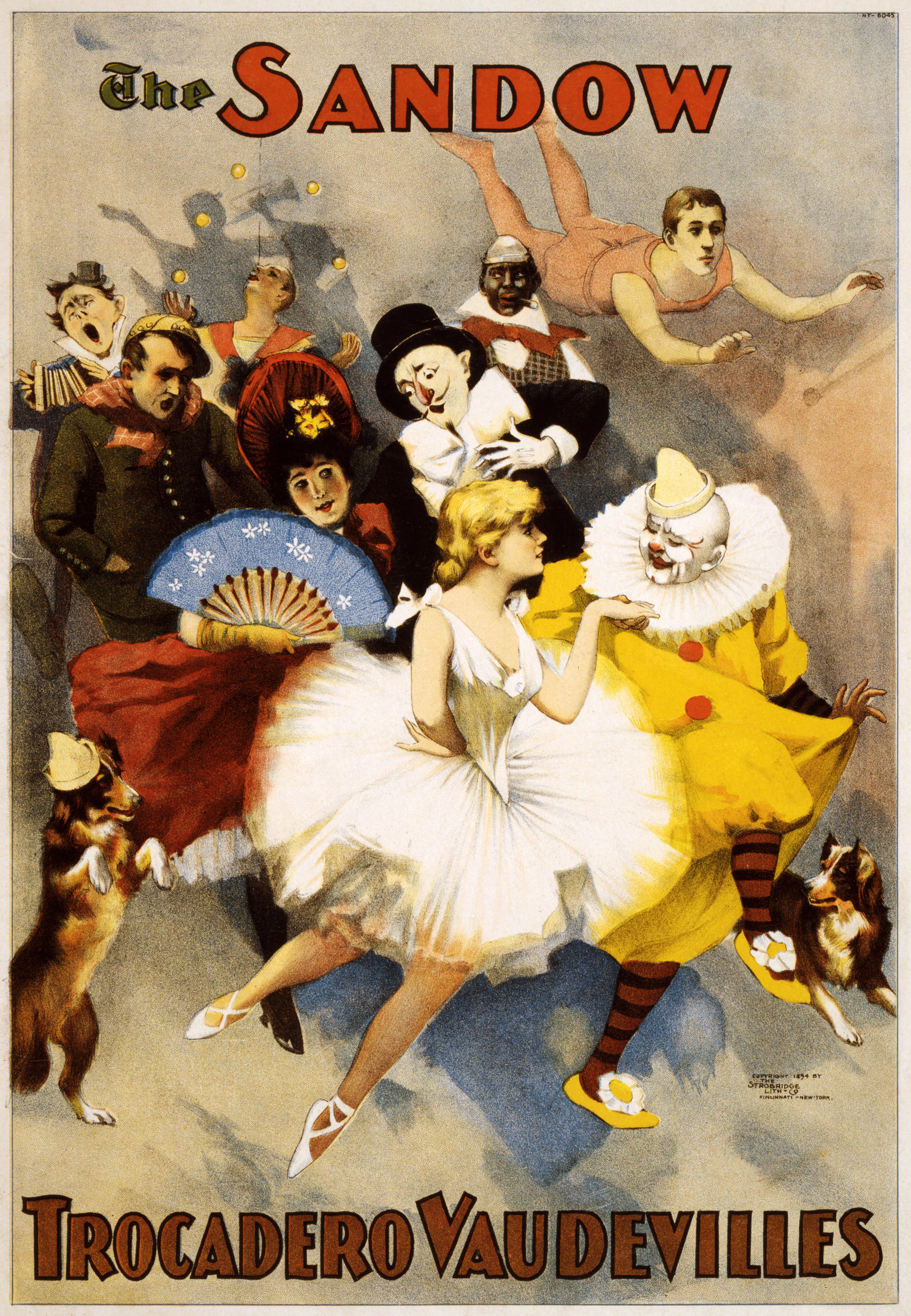

Tony Pastor (Manhattan, 1837. május 28. – Elmhurst, 1908. augusztus 26.) amerikai impresszárió, varieté-színész és színháztulajdonos.

## Pályafutása
A tizenkilencedik század közepén-végén Tony Pastor az amerikai vaudeville egyik létrehozója volt. Szórakoztató tevékenységének legerősebb elemei az Amerikai Egyesült Államoknak, hazájának intenzív szeretete. Erősen elkötelezett volt a vegyesnemű közönséghez való vonzódása is. Ez forradalmi felfogás volt a század közepén a férfiközpontú varieté színpadain. Pastor leginkább arról volt ismert, hogy megtisztította és családbaráttá tette a vaudeville-t. Tony Pastor a varietészínházat a silány minősítésű, alantas szórakoztatási formából tekintélyes, és egészséges előadássá változtatta. Állitólag ő alkotta meg a vaudeville kifejezést magát, és színpada számára kiválasztotta a kor leghíresebb és legbefolyásosabb sztárjait.
Amerika legnépszerűbb szórakoztatóhelye az 1890-es évektől az első világháborúig a vaudeville volt. Több ezer színházban, kisebb-nagyobb mulatóhelyen zajlott a zenével, dallal, artistákkal zajló szakadatlan nevettetés.
- Tony Pastor iratainak gyűjteményét az austini Texasi Egyetem Harry Ransom Humántudományos Kutatóközpontjában,[4] valamint a New York-i Előadóművészeti Nyilvános Könyvtár archívumában őrzik.

| Nat M. Wills lemezfelvétele: |
|                              |